# The Outer Worlds
The Outer Worlds ist ein Computer-Rollenspiel von Obsidian Entertainment für Windows, Xbox One, PlayStation 4 und Nintendo Switch. Es wurde am 25. Oktober 2019 von Private Division veröffentlicht. Ein Nachfolger mit dem Titel The Outer Worlds 2 soll am 29. Oktober 2025 erscheinen.

## Handlung
The Outer Worlds spielt in einer futuristischen Alternativwelt, in der der amerikanische Präsident William McKinley 1901 keinem Attentat zum Opfer fiel. Dadurch gelangte Theodore Roosevelt nie an die Macht und seine Sozialreformen und Maßnahmen gegen Unternehmensmonopole wurden nie umgesetzt. Stattdessen erlangten die Konzerne immer größeren Einfluss auf das gesellschaftliche Leben und bestimmen zum Zeitpunkt der Spielhandlung die Lebensbedingungen der Menschen bis ins Privatleben hinein. Durch die entstandenen Megacorporations wurde letztlich auch die Kolonisierung des Weltalls vorangetrieben. Am Rande des menschlichen Kolonialgebietes wird die Spielerfigur an Bord eines Kolonistenschiffs vom verrückten Wissenschaftler Phineas Welles aus dem Cryoschlaf aufgeweckt und nahe der Kolonie Emerald Vale ausgesetzt.
Das erste DLC Peril on Gorgon (deutsch etwa „Wagnis auf Gorgon“), das am 9. September 2020 veröffentlicht wurde, erweitert die Spielewelt um ein Abenteuer auf dem Asteroiden Gorgon, auf dem es viele Monster zu bekämpfen und Intrigen aufzuklären gilt. Das zweite DLC mit dem Titel Murder on Eridanos (deutsch: „Mord auf Eridanos“), veröffentlicht am 17. März 2021, beinhaltet einen Mordfall auf der Halcyon-Kolonie Eridanos, den es in Krimi-Manier aufzuklären gilt.

## Rezeption
The Outer Worlds erhielt mehrheitlich positive Kritiken (Metacritic: 82 % (Win)/85 % (PS4)/85 % (XOne)).

„Kreative Science-Fiction, klasse Dialoge, freies Spiel mit Entscheidungen. Das fühlt sich an wie eine Mischung aus Fallout New Vegas, Mass Effect und BioShock. Obsidian inszeniert trotz einiger Defizite ein sehr gutes Rollenspiel!“

Publisher Take 2 bezeichnete den Titel in einer Investoren-Telefonkonferenz Anfang November 2019 sowohl hinsichtlich der Kritiken als auch der Verkaufszahlen als Erfolg, der die ursprünglichen Konzernerwartungen übertroffen habe.

### Verkaufszahlen
Bis Oktober 2023 soll sich das Spiel mehr als 5 Millionen Mal verkauft haben.

## Versionen
Neben der Grundversion und den einzelnen DLCs gibt es das Non-Mandatory Corporate-Sponsored Bundle, das beide Erweiterungen ab Kauf enthält.
Seit 2023 ist mit der Spacer’s Choice Edition ein Grafik-Update von The Outer Worlds erhältlich, auch als Upgrade auf die Version von 2019 inklusive der beiden DLCs. Der ursprüngliche Entwickler Obsidian war an dem Grafik-Update, das aufgrund von schlechter Performance in Verruf geraten ist, nicht beteiligt.

## Nachfolger
Bereits während der E3 2021 wurde ein Nachfolger angekündigt. The Outer Worlds 2 soll am 29. Oktober 2025 erscheinen und doppelt so groß wie der erste Teil sein.